# NGC 4783
NGC 4783 (również PGC 43926) – galaktyka eliptyczna (E0/P), znajdująca się w gwiazdozbiorze Kruka. Odkrył ją William Herschel 27 marca 1786 roku. Jest w trakcie kolizji z sąsiednią NGC 4782.
W galaktyce zaobserwowano supernową SN 1956B.